# Queen's Club Championships 2012 - Qualificazioni singolare
Le qualificazioni del singolare ai Queen's Club Championships 2012 sono state un torneo di tennis preliminare per accedere alla fase finale della manifestazione. I vincitori dell'ultimo turno sono entrati di diritto nel tabellone principale. In caso di ritiro di uno o più giocatori aventi diritto a questi sono subentrati i lucky loser, ossia i giocatori che hanno perso nell'ultimo turno ma che avevano una classifica più alta rispetto agli altri partecipanti che avevano comunque perso nel turno finale.

## Teste di serie
Le prime cinque teste di serie hanno ricevuto un bye per il secondo turno.
1. Ryan Sweeting (ultimo turno)
2. Ruben Bemelmans (qualificato)
3. Bobby Reynolds (qualificato)
4. Brian Baker (secondo turno)

1. Amir Weintraub (ultimo turno)
2. Kenny De Schepper (qualificato)
3. Serhij Bubka (ultimo turno)
4. Denis Kudla (secondo turno)

## Qualificati
1. Kenny De Schepper
2. Ruben Bemelmans

1. Bobby Reynolds
2. Evgenij Korolëv

## Tabellone qualificazioni

### Sezione 1
|  | Primo turno | Primo turno   | Primo turno   | Primo turno | Primo turno |  |  | Secondo turno | Secondo turno | Secondo turno | Secondo turno | Secondo turno |   |   | Ultimo turno | Ultimo turno | Ultimo turno | Ultimo turno | Ultimo turno |  |
|  |             |               |               |             |             |  |  |               |               |               |               |               |   |   |              |              |              |              |              |  |
|  |             |               |               |             |             |  |  |               |               |               |               |               |   |   |              |              |              |              |              |  |
|  |             |               |               |             |             |  |  | 1             | R Sweeting    | R Sweeting    | 7             | 7             |   |   |              |              |              |              |              |  |
|  | M Sánchez   | M Sánchez     | M Sánchez     | 2           | 63          |  |  |               | T Fabbiano    | T Fabbiano    | 67            | 5             |   |   |              |              |              |              |              |  |
|  | T Fabbiano  | T Fabbiano    | T Fabbiano    | 6           | 7           |  |  |               |               |               |               |               |   |   | 1            | R Sweeting   | R Sweeting   | 2            | 2            |  |
|  | L Noviski   | L Noviski     | L Noviski     | 6           | 6           |  |  |               |               | 6             | K De Schepper | K De Schepper | 6 | 6 |              |              |              |              |              |  |
|  | J Whiteford | J Whiteford   | J Whiteford   | 1           | 2           |  |  |               | L Noviski     | L Noviski     | 3             | 63            |   |   |              |              |              |              |              |  |
|  |             | R Ginepri     | R Ginepri     | 5           | 3           |  |  | 6             | K De Schepper | K De Schepper | 6             | 7             |   |   |              |              |              |              |              |  |
|  | 6           | K De Schepper | K De Schepper | 7           | 6           |  |  |               |               |               |               |               |   |   |              |              |              |              |              |  |

### Sezione 2
|  | Primo turno   | Primo turno   | Primo turno | Primo turno | Primo turno |  |  | Secondo turno | Secondo turno | Secondo turno | Secondo turno | Secondo turno |   |   | Ultimo turno | Ultimo turno | Ultimo turno | Ultimo turno | Ultimo turno |  |
|  |               |               |             |             |             |  |  |               |               |               |               |               |   |   |              |              |              |              |              |  |
|  |               |               |             |             |             |  |  |               |               |               |               |               |   |   |              |              |              |              |              |  |
|  |               |               |             |             |             |  |  | 2             | R Bemelmans   | R Bemelmans   | 6             | 6             |   |   |              |              |              |              |              |  |
|  | M Rodrigues   | M Rodrigues   | 7           | 3           | 7           |  |  |               | M Rodrigues   | M Rodrigues   | 1             | 4             |   |   |              |              |              |              |              |  |
|  | A Bogdanović  | A Bogdanović  | 62          | 6           | 63          |  |  |               |               |               |               |               |   |   | 2            | R Bemelmans  | R Bemelmans  | 6            | 6            |  |
|  | M Trungelliti | M Trungelliti | 64          | 6           | 6           |  |  |               |               |               | M Trungelliti | M Trungelliti | 2 | 2 |              |              |              |              |              |  |
|  | D Lajović     | D Lajović     | 7           | 3           | 4           |  |  |               | M Trungelliti | 6             | 4             | 7             |   |   |              |              |              |              |              |  |
|  |               | M Przysiężny  | 2           | 7           | 63          |  |  | 8             | D Kudla       | 3             | 6             | 62            |   |   |              |              |              |              |              |  |
|  | 8             | D Kudla       | 6           | 64          | 7           |  |  |               |               |               |               |               |   |   |              |              |              |              |              |  |

### Sezione 3
|  | Primo turno   | Primo turno   | Primo turno   | Primo turno | Primo turno |  |  | Secondo turno | Secondo turno | Secondo turno | Secondo turno | Secondo turno |    |   | Ultimo turno | Ultimo turno | Ultimo turno | Ultimo turno | Ultimo turno |  |
|  |               |               |               |             |             |  |  |               |               |               |               |               |    |   |              |              |              |              |              |  |
|  |               |               |               |             |             |  |  |               |               |               |               |               |    |   |              |              |              |              |              |  |
|  |               |               |               |             |             |  |  | 3             | B Reynolds    | B Reynolds    | 7             | 7             |    |   |              |              |              |              |              |  |
|  | A Delić       | A Delić       | A Delić       | 6           | 0r          |  |  |               | A Fitzpatrick | A Fitzpatrick | 5             | 5             |    |   |              |              |              |              |              |  |
|  | A Fitzpatrick | A Fitzpatrick | A Fitzpatrick | 2           | 2           |  |  |               |               |               |               |               |    |   | 3            | B Reynolds   | B Reynolds   | 7            | 6            |  |
|  | R Jouan       | R Jouan       | R Jouan       | 2           | 2           |  |  |               |               | 7             | S Bubka       | S Bubka       | 65 | 1 |              |              |              |              |              |  |
|  | C Eaton       | C Eaton       | C Eaton       | 6           | 6           |  |  |               | C Eaton       | C Eaton       | 3             | 64            |    |   |              |              |              |              |              |  |
|  | WC            | K Oakley      | K Oakley      | 3           | 4           |  |  | 7             | S Bubka       | S Bubka       | 6             | 7             |    |   |              |              |              |              |              |  |
|  | 7             | S Bubka       | S Bubka       | 6           | 6           |  |  |               |               |               |               |               |    |   |              |              |              |              |              |  |

### Sezione 4
|  | Primo turno | Primo turno | Primo turno | Primo turno | Primo turno |  |  | Secondo turno | Secondo turno | Secondo turno | Secondo turno | Secondo turno |   |   | Ultimo turno | Ultimo turno | Ultimo turno | Ultimo turno | Ultimo turno |  |
|  |             |             |             |             |             |  |  |               |               |               |               |               |   |   |              |              |              |              |              |  |
|  |             |             |             |             |             |  |  |               |               |               |               |               |   |   |              |              |              |              |              |  |
|  |             |             |             |             |             |  |  | 4             | B Baker       | B Baker       | 4             | 65            |   |   |              |              |              |              |              |  |
|  | E Korolëv   | E Korolëv   | E Korolëv   | 6           | 6           |  |  |               | E Korolëv     | E Korolëv     | 6             | 7             |   |   |              |              |              |              |              |  |
|  | C-A Brézac  | C-A Brézac  | C-A Brézac  | 2           | 4           |  |  |               |               |               |               |               |   |   |              | E Korolëv    | E Korolëv    | 6            | 6            |  |
|  | F Moser     | F Moser     | F Moser     | 4           | 4           |  |  |               |               | 5             | A Weintraub   | A Weintraub   | 3 | 2 |              |              |              |              |              |  |
|  | M Yani      | M Yani      | M Yani      | 6           | 6           |  |  |               | M Yani        | M Yani        | 65            | 1             |   |   |              |              |              |              |              |  |
|  |             |             |             |             |             |  |  | 5             | A Weintraub   | A Weintraub   | 7             | 6             |   |   |              |              |              |              |              |  |
|  |             |             |             |             |             |  |  |               |               |               |               |               |   |   |              |              |              |              |              |  |